# British Home Championship 1959/60
De British Home Championship van 1959/60 was de 65e editie van de British Home Championship. Het toernooi werd gehouden van 3 oktober 1959 tot en met 9 april 1960. Schotland, Wales en Engeland werden kampioen.

## Eindstand
| Team          | Gsp | W | G | V | DV | DT | DS | Ptn |
| ------------- | --- | - | - | - | -- | -- | -- | --- |
| Schotland     | 3   | 1 | 2 | 0 | 6  | 2  | +4 | 4   |
| Wales         | 3   | 1 | 2 | 0 | 5  | 4  | +1 | 4   |
| Engeland      | 3   | 1 | 2 | 0 | 4  | 3  | +1 | 4   |
| Noord-Ierland | 3   | 0 | 0 | 3 | 3  | 9  | –6 | 0   |

## Wedstrijden
|                                                     |               |                                                                           |           |                                                                            |
| 3 oktober 1959 «onderlinge duels» 15:00 uur (UTC+1) | Noord-Ierland | 0 – 4                                                                     | Schotland | Windsor Park, Belfast Toeschouwers: 56.000 Scheidsrechter: Reg Leafe (ENG) |
| 3 oktober 1959 «onderlinge duels» 15:00 uur (UTC+1) |               | 25' Graham Leggat 34' (pen.) John Hewie 41' John White 54' George Mulhall |           | Windsor Park, Belfast Toeschouwers: 56.000 Scheidsrechter: Reg Leafe (ENG) |

|                                                    |                  |       |                   |                                                                                 |
| 17 oktober 1959 «onderlinge duels» 15:00 uur (UTC) | Wales            | 1 – 1 | Engeland          | Ninian Park, Cardiff Toeschouwers: 62.634 Scheidsrechter: Thomas Mitchell (NIR) |
| 17 oktober 1959 «onderlinge duels» 15:00 uur (UTC) | Graham Moore 89' |       | 25' Jimmy Greaves | Ninian Park, Cardiff Toeschouwers: 62.634 Scheidsrechter: Thomas Mitchell (NIR) |

|                                                    |                   |       |                 |                                                                               |
| 4 november 1959 «onderlinge duels» 14:45 uur (UTC) | Schotland         | 1 – 1 | Wales           | Hampden Park, Glasgow Toeschouwers: 55.813 Scheidsrechter: Kevin Howley (ENG) |
| 4 november 1959 «onderlinge duels» 14:45 uur (UTC) | Graham Leggat 46' |       | 8' John Charles | Hampden Park, Glasgow Toeschouwers: 55.813 Scheidsrechter: Kevin Howley (ENG) |

|                                                     |                             |       |                   |                                                                                  |
| 18 november 1959 «onderlinge duels» 14:30 uur (UTC) | Engeland                    | 2 – 1 | Noord-Ierland     | Wembley Stadium, Londen Toeschouwers: 60.000 Scheidsrechter: Leo Callaghan (WAL) |
| 18 november 1959 «onderlinge duels» 14:30 uur (UTC) | Joe Baker 16' Ray Parry 89' |       | 88' Billy Bingham | Wembley Stadium, Londen Toeschouwers: 60.000 Scheidsrechter: Leo Callaghan (WAL) |

|                                                 |                                             |       |                                                 |                                                                                  |
| 6 april 1960 «onderlinge duels» 17:00 uur (UTC) | Wales                                       | 3 – 2 | Noord-Ierland                                   | The Racecourse, Wrexham Toeschouwers: 16.979 Scheidsrechter: Hugh Phillips (SCO) |
| 6 april 1960 «onderlinge duels» 17:00 uur (UTC) | Terry Medwin 4', 57' Cliff Jones 65' (pen.) |       | 67' Billy Bingham 80' (pen.) Danny Blanchflower | The Racecourse, Wrexham Toeschouwers: 16.979 Scheidsrechter: Hugh Phillips (SCO) |

|                                                 |                   |       |                           |                                                                               |
| 9 april 1960 «onderlinge duels» 15:00 uur (UTC) | Schotland         | 1 – 1 | Engeland                  | Hampden Park, Glasgow Toeschouwers: 129.193 Scheidsrechter: Jenő Sramkó (HUN) |
| 9 april 1960 «onderlinge duels» 15:00 uur (UTC) | Graham Leggat 16' |       | 49' (pen.) Bobby Charlton | Hampden Park, Glasgow Toeschouwers: 129.193 Scheidsrechter: Jenő Sramkó (HUN) |